# Scotopteryx turturia
Scotopteryx turturia là một loài bướm đêm trong họ Geometridae.